# Ferdinand Bracke
Pour les articles homonymes, voir Bracke.
Ferdinand Bracke, né le 25 mai 1939 à Hamme, est un coureur cycliste belge.

## Biographie
Il a notamment été champion du monde de poursuite à deux reprises et a remporté le Tour d'Espagne 1971.
Il a battu le record du monde de l'heure le 30 octobre 1967 à Rome en parcourant 48,093 km. Il a été élu sportif belge de l'année cette année-là. Son record est battu par Ole Ritter l'année suivante.
En 1968, il termine troisième du Tour de France.

## Palmarès sur route

### Palmarès amateur
- 1961
  - 2eb étape du Tour d'Autriche
  - 1re étape de l'Étoile Hennuyère
  - 2e étape du Tour du Limbourg amateurs
  - 2eb (contre-la-montre) et 3e étapes du Tour du Hainaut
  - 2e de l'Étoile Hennuyère
- 1962
  - 10e étape de la Course de la Paix

### Palmarès professionnel
- 1962
  - Grand Prix des Nations
  - 2e du Grand Prix du Parisien
  - 3e du Grand Prix de Lugano
- 1963
  - Grand Prix du Parisien (contre-la-montre par équipes)
  - 2e de la Flèche hesbignonne-Cras Avernas
  - 2e de Manche-Océan
  - 2e du Grand Prix des Nations
  - 2e du Grand Prix de Lugano
  - 3e du Trophée Baracchi (avec Walter Boucquet)
  - 9e de Paris-Tours
- 1964
  - 2eb étape du Circuit du Provençal
  - 5eb étape des Quatre Jours de Dunkerque (contre-la-montre)
  - 4ea étape du Grand Prix du Midi libre
  - Grand Prix de Lugano
  - 2e du Tour de l'Oise
  - 3e de Bruxelles-Verviers
  - 3e du Circuit du Brabant occidental
- 1965
  - Tour de Haute-Loire
  - Grand Prix de la Basse-Sambre
  - 2e du championnat de Belgique interclubs
- 1966
  - 1reb étape du Tour de Belgique (contre-la-montre)
  - 2eb étape des Quatre Jours de Dunkerque (contre-la-montre par équipes)
  - 19e étape du Tour de France
  - 2e étape de l'Escalade de Montjuïc (contre-la-montre)
  - Trophée Baracchi (avec Eddy Merckx)
  - 2e de l'Escalade de Montjuïc
  - 6e du Grand Prix du Midi Libre
- 1967
  - Trophée Baracchi (avec Eddy Merckx)
  - 3e du championnat de Belgique interclubs
  - 9e de la Flèche wallonne
  - 9e de Liège-Bastogne-Liège
- 1968
  - 8eb étape de Paris-Nice (contre-la-montre)
  - Coupe d'Europe du contre-la-montre (avec Vittorio Adorni)
  - 2e de Paris-Nice
  - 2e du championnat de Belgique sur route
  - 3e du Tour de France
  - 10e du Super Prestige Pernod
- 1969
  - 2eb étape des Quatre Jours de Dunkerque (contre-la-montre)
  - 1rec étape du Critérium des Six Provinces-Dauphiné
  - 2eb étape du Grand Prix du Midi libre (contre-la-montre)
  - 2e du Critérium des Six Provinces-Dauphiné
  - 2e du Grand Prix du Midi libre
  - 8e des Quatre Jours de Dunkerque
- 1970
  - Grand Prix de Wallonie
  - 5eb étape des Quatre Jours de Dunkerque (contre-la-montre)
- 1971
  -  Classement général du Tour d'Espagne
  - Flèche hesbignonne
  - 2e du Tour de Luxembourg
  - 3e du Tour de Belgique
  - 6e de Liège-Bastogne-Liège
  - 8e du Critérium des Six Provinces-Dauphiné
  - 8e du Super Prestige Pernod
- 1972
  - 5e étape de l'Étoile des Espoirs
  - 3e des Quatre Jours de Dunkerque
- 1973
  - Grand Prix Pino Cerami
- 1974
  - Grand Prix de Monaco
  - Prologue et 5eb étape (contre-la-montre) du Tour de Belgique
  - 1reb étape du Tour de l'Oise
  - 2e du Samyn
  - 3e du Tour de Belgique
  - 3e du Circuit de la région linière
  - 7e du Grand Prix du Midi Libre
  - 8e de Liège-Bastogne-Liège
- 1975
  - 3e du Grand Prix de Wallonie
  - 7e de la Flèche wallonne
- 1976
  - 17e étape du Tour de France (contre-la-montre)
  - 4e du Grand Prix des Nations
- 1977
  - 3e de Bruxelles-Biévène
- 1978
  - 2e de Bruxelles-Ingooigem

### Résultats sur les grands tours

#### Tour de France

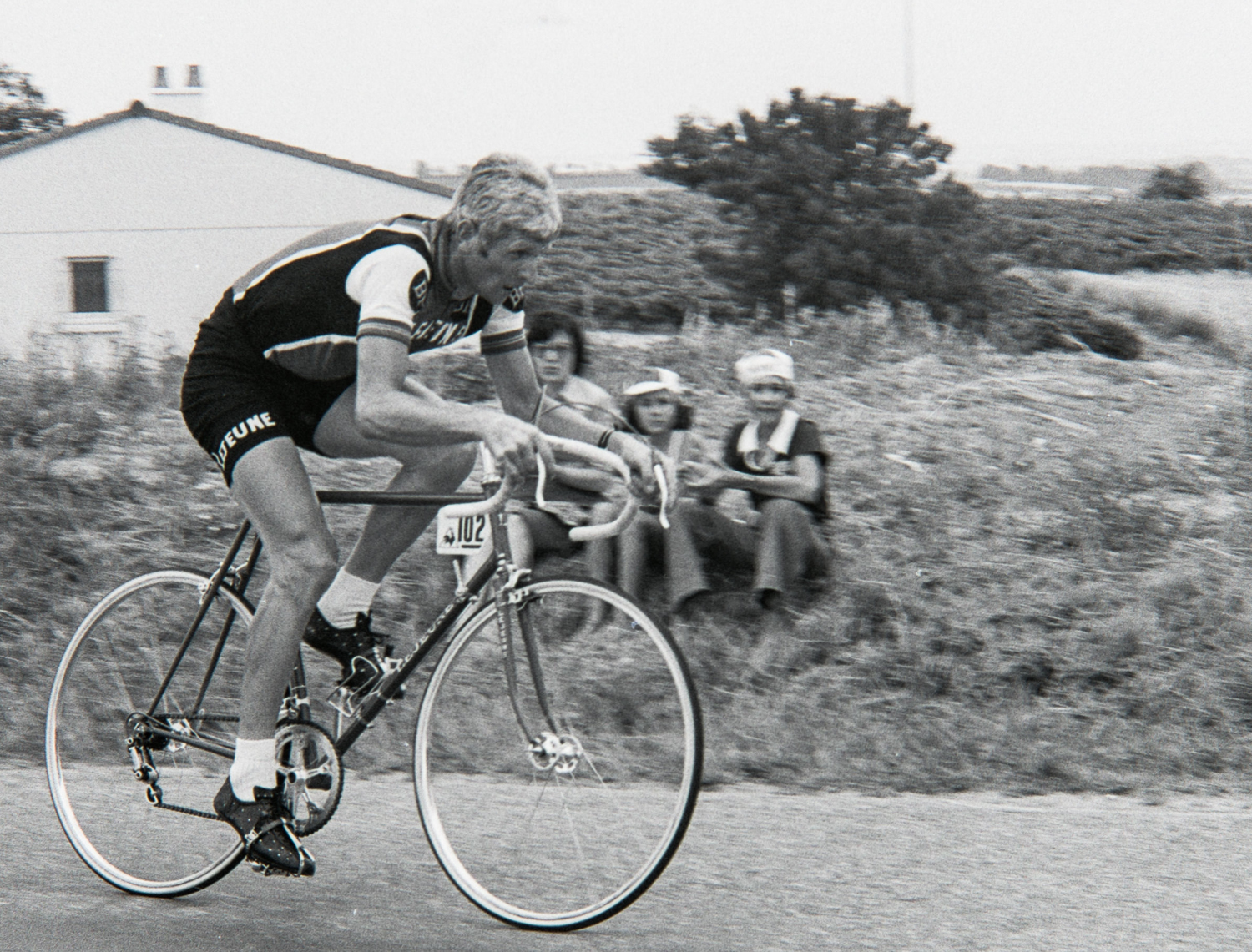
Ferdinand Bracke lors du Tour de France 1976

Ferdinand Bracke fait partie des coureurs ayant remporté au moins deux étapes du Tour de France sur plus de dix années.
9 participations : 
- 1963 : 21e
- 1964 : abandon (13e étape)
- 1965 : abandon (11e étape)
- 1966 : 32e, vainqueur de la 19e étape
- 1968 : 3e
- 1969 : 57e
- 1971 : 58e
- 1976 : 77e, vainqueur de la 17e étape (contre-la-montre)
- 1977 : hors délais (17e étape)

#### Tour d'Espagne
2 participations :
- 1971 :  Vainqueur du classement général,  maillot jaune pendant 6 jours
- 1973 : 54e

#### Tour d'Italie
1 participation :
- 1967 : 39e

## Palmarès sur piste
| - 1964 - Champion du monde de poursuite - 3e du championnat de Belgique de poursuite - 1965 - Champion de Belgique de poursuite - Médaillé d'argent du championnat du monde de poursuite - Médaillé de bronze du championnat d'Europe d'omnium - 1966 - Médaillé d'argent du championnat du monde de poursuite - 1967 - Champion de Belgique de poursuite - Six jours de Charleroi (avec Patrick Sercu) - 1968 - Six jours de Charleroi (avec Eddy Merckx) - 2e du championnat de Belgique d'omnium - 1969 - Champion du monde de poursuite - 3e des Six jours de Charleroi (avec Rudi Altig) - 1971 - 2e des Six jours de Gand (avec Peter Post) - 3e du championnat de Belgique d'omnium - 3e des Six jours de Grenoble (avec Patrick Sercu) - 3e des Six jours de Bruxelles (avec Peter Post) | - 1972 - Champion de Belgique de poursuite - Champion de Belgique derrière derny - Médaillé d'argent du championnat du monde de poursuite - 1973 - Champion de Belgique de poursuite - Six jours de Montréal (avec Robert Van Lancker) - Médaillé de bronze du championnat du monde de poursuite - Médaillé de bronze du championnat d'Europe de course derrière derny - 1974 - Médaillé d'argent du championnat du monde de poursuite - 2e du championnat de Belgique de poursuite - 3e des Six jours de Herning (avec Julien Stevens) - 1976 - 2e du championnat de Belgique de l’américaine (avec Willy De Bosscher) - 3e du championnat de Belgique derrière derny - 1979 - 3e des Six jours d'Anvers (avec Constant Tourné) |  |

## Distinctions
- Sportif belge de l'année 1967 (trophée décerné par les journalistes sportifs belges)
- Trophée national du Mérite sportif belge 1967